# Подія (фільм, 1979)
«Подія» — радянський художній телефільм 1979 року, знятий режисером Гелою Канделакі на кіностудії «Грузія-фільм». Трагікомедія за п'єсою Д. Клдіашвілі «Біда». 

## Сюжет
Гірське село дореволюційної Грузії. Трудяга Антон, доброї душі людина, раптом падає як підкошений — ні з того, ні з сього. Висловити співчуття його матері, старій Майї, приходять односельці та жителі з довколишніх сіл. Вони не знають про причину події і дуже бояться за своїх близьких — раптом із ними теж станеться таке лихо. Спалахає люта суперечка, а потім і бійка. Стара Майя втихомирює людей, а вранці на ганок виходить Антон — він одужав і готовий знову працювати в полі.

## У ролях
- Рапієл Бенделіані — головна роль
- Григол Нацвлішвілі — головна роль
- Тіна Сісаурі — головна роль
- Данута Столярська — мати Гоги
- Нато Хелідзе — роль другого плану
- Борис Хецуріані — роль другого плану
- А. Гогберашвілі — роль другого плану
- Юрій Єремейшвілі — роль другого плану
- Датуна Абдушелашвілі — роль другого плану
- Гіві Бенделіані — роль другого плану
- Абесалом Гогоберідзе — роль другого плану
- Гіулі Данелія — роль другого плану
- Вахтанг Картвелішвілі — роль другого плану
- Заїра Панцхава — роль другого плану
- Броніслав Тевзадзе — роль другого плану
- Темур Угулава — роль другого плану
- Міхеїл Ціцкішвілі — роль другого плану

## Знімальна група
- Режисер-постановник — Гела Канделакі
- Сценаристи — Гела Канделакі, Анзор Салуквадзе
- Оператор-постановник — Джимшер Крістесашвілі
- Композитор — Теймураз Бакурадзе
- Художник-постановник — З. Мегвінетухуцесі